# جوزيف بي. جيل
جوزيف بي. جيل (بالإنجليزية: Joseph B. Gill)‏ هو سياسي أمريكي، ولد في 17 فبراير 1862، وتوفي في 22 سبتمبر 1942. انتخب عضو مجلس نواب إلينوي.